# Salix euerata
Salix euerata är en videväxtart som beskrevs av Arika Kimura. Salix euerata ingår i släktet viden, och familjen videväxter. Inga underarter finns listade i Catalogue of Life.